# Castalius
Castalius is een geslacht van vlinders uit de familie van de Lycaenidae. De wetenschappelijke naam van het geslacht werd in 1819 voorgesteld door Jacob Hübner, die er de namen Castalius clyton Cramer 1775, C. coridon Stoll, 1781 en C. rosimon Fabricius, 1775 onder noemde, tegenwoordig allemaal opgevat als synoniemen voor één soort, waarvan de naam rosimon van Johann Christian Fabricius prioriteit heeft.
De verspreiding van het geslacht is beperkt tot het Oriëntaals gebied. Tot 1982 werden ook soorten uit het Afrotropisch gebied in dit geslacht geplaatst. In dat jaar splitste Torben Larsen die echter af naar het nieuwe geslacht Tuxentius.

## Soorten
- C. austini Heron, 1894
- C. clathratus (Holland, 1891)
- C. fasciatus (Röber, 1887)
- C. fluvialis (Grose-Smith, 1895)
- C. hamatus Moore, 1881
- C. rosimon (Fabricius, 1775)